# Эль-Альто (департамент)
Департамент Эль-Альто  (исп. Departamento de El Alto) — департамент в Аргентине в составе провинции Катамарка.
Территория — 2327 км². По данным Национального института статистики и переписи населения в Аргентине на 2010 год численность жителей департамента была 3570 против 3400 человек в 2001 году, что составило прирост на 5,0%. Плотность населения — 1,5 чел./км².
Административный центр — Эль-Альто.

## География
Департамент расположен на востоке провинции Катамарка.
Департамент граничит:
- на севере — с департаментом Санта-Роса
- на востоке — с провинцией Сантьяго-дель-Эстеро
- на юге — с департаментами Ла-Пас и Анкасти
- на западе — с департаментами Валье-Вьехо и Паклин

## Административное деление
Департамент включает 2 муниципалитета:
- Эль-Альто
- Тапсо

## Важнейшие населенные пункты[3]
| № | Населённый пункт | Населённый пункт (исп.) | Категория | Население чел. (2010) | На карте                        |
| - | ---------------- | ----------------------- | --------- | --------------------- | ------------------------------- |
| 1 | Эль-Альто        | El Alto                 | поселок   | 754                   | 28°18′40″ ю. ш. 65°21′48″ з. д. |
| 2 | Гуайямба         | Guayamba                | поселок   | 376                   | 28°20′58″ ю. ш. 65°24′34″ з. д. |
| 3 | Тапсо            | Tapso                   | поселок   | 191                   | 28°24′15″ ю. ш. 65°06′11″ з. д. |
| 4 | Вилисман         | Vilismán                | поселок   | 112                   | 28°29′51″ ю. ш. 65°25′59″ з. д. |
| 5 | Инфансон         | Infanzón                | поселок   | 62                    | 28°34′45″ ю. ш. 65°24′16″ з. д. |
| 6 | Лос-Корралес     | Los Corrales            | поселок   | 54                    | 28°29′37″ ю. ш. 65°19′34″ з. д. |